# Třetí termodynamický zákon
Třetí termodynamický zákon (též třetí hlavní věta termodynamická nebo třetí termodynamický princip) popisuje chování látek v blízkosti absolutní nulové teploty. Tato věta umožňuje určit absolutní hodnotu entropie, což má význam při určování hodnot volné energie, která má vliv na průběh chemických reakcí.
Tento zákon lze odvodit z prvních dvou termodynamických zákonů nebo ze statistické fyziky a kvantové mechaniky.
Nernstův teorém o limitně malé změně entropie v blízkosti absolutní nulové teploty
{\displaystyle \lim _{T\to 0}\delta S=0}
použil Planck k odvození třetího termodynamického zákona.

## Formulace zákona
Při zkoumání chování látek v blízkosti absolutní teplotní nuly se zjistilo, že se některé vlastnosti v blízkosti této teploty nemění při změně teploty, a že určité veličiny jsou při velmi nízkých teplotách prakticky nulové. Na základě chování stavových funkcí při nízkých teplotách a vzájemných souvislostí je možné odvodit třetí hlavní větu termodynamiky v matematické formulaci
{\displaystyle \lim _{T\to 0}S=0}
Tento závěr se také vyjadřuje v tzv. Planckově formulaci.
Při absolutní nulové teplotě je entropie čisté látky pevného nebo kapalného skupenství rovna nule.
Nejsou-li však vlastnosti látek v blízkosti absolutní teplotní nuly závislé na teplotě, pak nelze vnějším působením jejich teplotu dále snižovat. Třetí termodynamickou větu lze tedy vyslovit také takto:
Čistou pevnou látku nelze konečným pochodem ochladit na absolutní nulu.
Tato věta je formulována pro čistou pevnou či kapalnou látku, protože lze očekávat, že žádná látka se v blízkosti absolutní nulové teploty nenachází v plynném skupenství.
Při teplotě absolutní nuly klesá k nule i tepelná kapacita látek, přičemž závislost tepelné kapacity na teplotě není lineární.
Obecněji lze říci, že k dosažení absolutní nuly je třeba mít k dispozici nekonečně mnoho nějakého prostředku.
Na závěr se hodí upozornit, že třetí věta termodynamická nemusí být splněna pro některé příliš jednoduché modely (např. ideální plyn – má logaritmickou závislost), což je vada především přílišného zjednodušení modelu (Van der Waalsův plyn již tímto problémem netrpí).
Mnohé látky však při absolutní nule nemají nulovou entropii. Je-li hodnota S > 0 při T = 0 K, označuje se tato entropie jako reziduální entropie. Vychází to z toho, že neexistuje jenom jediné uspořádaní s minimální energií, ale více různých uspořádání s podobnou energií. Například led má reziduální entropii 3,4 J K−1 mol−1, sacharóza pak 360,2 J K−1 mol−1.